# Abstraction-Création

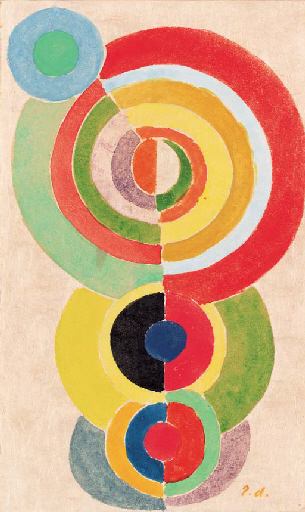
Rythme I von Robert Delaunay, 1934

 Abstraction-Création  war eine am 15. Februar 1931 auf Initiative des belgischen Malers, Bildhauers und Architekten Georges Vantongerloo in Paris gegründete kosmopolitische Vereinigung von Künstlern der Moderne, die bis zum Jahr 1937 bestand. Weitere Gründungsmitglieder – von denen viele zuvor der Gruppe „Cercle et Carré“ angehörten, andere Theo van Doesburgs Art concret – waren Sophie Taeuber-Arp, Hans Arp, Theo van Doesburg, Antoine Pevsner, Naum Gabo und Auguste Herbin. Die Gruppe wuchs schnell auf nahezu 400 Mitglieder an.
Ziel von „Abstraction-Création“ war es, ein Forum für die Abstrakte Kunst zu schaffen. Dazu gehörten gemeinsame Ausstellungen, Lesungen und Diskussionsrunden sowie Öffentlichkeitsarbeit und Publikationen. Die Gruppe wurde zum geistigen und organisatorischen Zentrum und zum Sammelpunkt für die Anliegen der Vertreter der konkreten, konstruktivistischen und geometrischen Kunstrichtungen.
In den Jahren von 1932 bis 1937 gab die Künstlervereinigung den Almanach „Abstraction-Création, Art non-figuratif“ heraus. Die Vereinigung leistete sehr viel theoretische und methodische Vorarbeit für die ungegenständliche Kunst. Die Künstler beschäftigten sich mit Farbstudien, bei denen physikalisch-optische Phänomene erforscht wurden, die Auswirkungen auf das Sehvermögen des Betrachters haben. Dazu gehören zum Beispiel Flimmereffekte und raumplastisches Farbsehen.
Die inhaltliche und öffentlichkeitswirksame Arbeit von „Abstraction-Création“ und ihre Ausstellungen trugen erheblich zur Steigerung der gesellschaftlichen Anerkennung der abstrakten Kunst bei.
Die Gruppe „Abstraction-Création“ löste sich im Jahr 1937 auf.
Die meisten der bedeutendsten Künstler der Gruppe „Abstraction-Création“ waren später, meist mehrfach, auf der Documenta in Kassel vertreten, insbesondere 1955 bis 1964 auf der documenta 1, documenta II und documenta III, deren Schwerpunkt die abstrakte Kunst war.

## Mitglieder
Mitglieder der Gruppe Abstraction-Création waren unter anderem (in der chronologischen Reihenfolge ihrer Geburtsjahre):
| - Wassily Kandinsky* (1866–1944), russischer Maler - František Kupka (1871–1957), tschechischer Maler - František Foltýn (1891 - 1976), tschechischer Maler - Piet Mondrian* (1872–1944), niederländischer Maler und Kunsttheoretiker - Katherine Sophie Dreier (1877–1952), Malerin, Kunstmäzenin und Kunstsammlerin - Auguste Herbin (1882–1960), französischer Maler - Theo van Doesburg (1883–1931), niederländischer Maler, Architekt und Kunsttheoretiker; Art concret - Sonia Delaunay (1885–1979), französische Malerin - Robert Delaunay (1885–1941), französischer Maler - Alexandra Povòrina (1885–1963), russisch-deutsche Malerin - Antoine Pevsner* (1884–1962), russischer Maler und Bildhauer - Georges Vantongerloo* (1886–1965), belgischer Maler, Bildhauer und Architekt - Hans Arp* (1886–1966), elsässischer Maler und Bildhauer - Theodor Werner (1886–1969), deutscher Maler - Kurt Schwitters* (1887–1948), Merz-Künstler aus Hannover - Josef Albers (1888–1976), deutscher Maler - Willi Baumeister* (1889–1955), deutscher Maler und Bühnenbildner - Sophie Taeuber-Arp* (1889–1943), schweizerisch-französische Malerin, Gestalterin und Architektin - El Lissitzky (1890–1941), russischer Maler, Fotograf und Architekt - Carl Buchheister (1890–1964), deutscher Maler - Marlow Moss (1889–1958), britische Malerin und Bildhauerin | - Naum Gabo (1890–1977), russischer Bildhauer, Maler und Architekt - Paule Vézelay (1892–1984), britische Malerin - Jeanne Kosnick-Kloss (1892–1966) - Władysław Strzemiński (1893–1952), polnischer Konstruktivist - Ben Nicholson (1894–1982), englischer Maler - Evie Hone (1894–1955) - Laure Garcin (1896–1978) - István Beöthy (auch Etienne Béothy) (1897–1961), ungarischer Bildhauer und Architekt - Mainie Jellett (1897–1944) - Alexander Calder (1898–1976), amerikanischer Bildhauer; Mobiles - Katarzyna Kobro (1898–1951), russische und dann polnische Konstruktivistin, Bildhauerin und Malerin - Friedrich Vordemberge-Gildewart (1899–1962), deutscher Maler, Bildhauer und Schriftsteller - Lucio Fontana (1899–1968), italienischer Maler und Bildhauer - Kurt Seligmann (1900–1962), schweizerisch-US-amerikanischer Maler, Graphiker und Autor - Barbara Hepworth (1903–1975), englische Bildhauerin - Hans Rudolf Schiess (1904–1978), Schweizer Maler und Grafiker - Jean Hélion (1904–1987), französischer Maler; Art concret - Wolfgang Paalen (1905–1959), österreichisch-mexikanischer Maler und Surrealist - Leon Tutundijan (1905–1968), armenischer Künstler; Art concret - Max Bill (1908–1994), schweizerischer Architekt, Künstler und Designer - Théo Kerg (1909–1993), luxemburgischer Maler, Graphiker, Bildhauer und Glasgestalter - Taro Okamoto (1911–1996) |

N.B.: Mit einem Stern gekennzeichnet sind ehemalige Mitglieder der Gruppe „Cercle et Carré“.